# Father Brown (Fernsehserie)
Father Brown ist eine britische Krimiserie, die seit 2013 für die BBC produziert wird. Die Serie basiert lose auf der literarischen Figur des Paters Brown aus den Kurzgeschichten des Autors Gilbert Keith Chesterton. In der Titelfigur des Father Brown ist Mark Williams zu sehen. Die Erstausstrahlung im Vereinigten Königreich erfolgte am 14. Januar 2013 auf BBC One.

## Handlung
England in den frühen 1950er Jahren: Father Brown wirkt als römisch-katholischer Geistlicher an der St. Mary’s Church in Kembleford, was ihn in einem überwiegend anglikanischen Land zu einem Außenseiter macht. Obwohl er eher bieder und naiv wirkt, ist er ein intelligenter und scharfsinniger Beobachter. Zusammen mit seiner Vorliebe für Kreuzworträtsel und Kriminalromane führt ihn das immer wieder dazu, sich in Ermittlungen in Kriminalfällen einzumischen. Damit bringt er den jeweiligen Inspektor der örtlichen Polizei oftmals an den Rand der Verzweiflung. Unterstützt wird er stets von seiner Pfarramtssekretärin, Mrs. McCarthy. Weitere Unterstützung erhält er in den ersten Staffeln von der exzentrischen Künstlerin Lady Felicia, die – obwohl verheiratet – stets auf der Suche nach einem Mann ist, und deren Chauffeur, dem Gelegenheits-Kleinkriminellen Sid Carter. Ab Folge 5.01 treten beide nur noch selten auf, unterstützt wird Father Brown stattdessen von Lady Felicias Nichte Bunty sowie gelegentlich durch Sergeant Goodfellow. 
Feste Konstanten in Father Browns Handeln sind sein unerschütterlicher Glaube und das Vertrauen auf das Gute in den Menschen.

## Produktion
Im Sommer 2012 begann die Produktion zu den ersten zehn Episoden in den Cotswolds. Im März 2013 gab der Sender eine zweite Staffel in Auftrag, die 2014 ausgestrahlt wurde. Kurz nach Ausstrahlung des Staffelfinales der zweiten Staffel wurde Father Brown im Januar 2014 für eine 15-teilige dritte Staffel verlängert. Die erstmalige Ausstrahlung der elften Staffel begann in der UK im Januar 2024.
Die Dreharbeiten finden hauptsächlich in Blockley, Gloucestershire, statt. Weitere Drehorte sind Winchcombe, Upper Slaughter, Kemerton, Sudeley Castle und die Winchcombe Railway Station.

## Besetzung und Synchronisation
| Rollenname                       | Schauspieler   | Hauptrolle (Episoden) | Nebenrolle (Episoden)                                      | Synchronsprecher                                    |
| -------------------------------- | -------------- | --------------------- | ---------------------------------------------------------- | --------------------------------------------------- |
| Father Brown                     | Mark Williams  | 1.01–                 |                                                            | Frank-Otto Schenk (1.01–5.15) Bodo Wolf (6.01–8.10) |
| Inspector Walter Valentine       | Hugo Speer     | 1.01–2.01             | 8.10                                                       | Peter Flechtner                                     |
| Mrs. Bridgette McCarthy          | Sorcha Cusack  | 1.01–                 |                                                            | Isabella Grothe                                     |
| Lady Felicia Montague            | Nancy Carroll  | 2.01–5.01             | 1.01–1.10, 6.01, 6.05, 7.01, 7.10–8.01, 9.05, 9.10         | Daniela Thuar                                       |
| Sidney „Sid“ Carter              | Alex Price     | 2.01–4.10, 9.01–      | 1.02–1.10, 5.11, 6.01, 6.05, 8.07                          | Kim Hasper                                          |
| Inspector Edgar Sullivan         | Tom Chambers   | 2.02–3.15             | 2.01, 7.06, 8.10                                           | Peter Lontzek                                       |
| Inspector Gerald „Jerry“ Mallory | Jack Deam      | 4.01–                 |                                                            | Stefan Krause                                       |
| Sergeant Daniel Goodfellow       | John Burton    | 5.01–                 | 2.01–4.10                                                  | Hans-Eckart Eckhardt (2.01–8.10)                    |
| Penelope „Bunty“ Windermere      | Emer Kenny     | 5.01–8.10             | 9.08, 9.10                                                 | Magdalena Turba                                     |
| Susie Jasinski                   | Kasia Koleczek |                       | 1.01–1.10                                                  | Nadine Zaddam                                       |
| Sergeant Allbright               | Keith Osborn   |                       | 1.01–1.10                                                  | Helmut Gauß                                         |
| M. Hercule Flambeau              | John Light     |                       | 1.10, 2.05, 3.10, 4.05, 5.15, 6.10, 7.10, 8.05, 9.05, 9.10 | Stefan Krause (1.10) Frank Schaff (ab 2.05)         |

Das Dialogbuch zur Synchronfassung stammt von Dirk Müller und Jörg Hartung, Dialogregie führte Ronald Nitschke.

## Ableger
Der Ableger Sister Boniface Mysteries, startete im Februar 2022 mit Lorna Watson als Schwester Boniface. Sie spielte die Figur bereits 2013 in der Father-Brown-Folge „Die Braut Christi“. Mark Williams übernahm als Gaststar seine Rolle als Father Brown in Staffel 1, Folge 4.